# Діагностика банкрутства страхової компанії
Банкрутство — визнана господарським судом неспроможність боржника відновити свою платоспроможність та задовольнити визнані судом вимоги кредиторів не інакше як через застосування ліквідаційної процедури [1].

## Етапи провадження справи про банкрутство
Етап 1. Подання заяви щодо порушення справи про банкрутство боржника: 
- кредиторами (у тому числі органами податкової служби, КРУ, працівниками підприємства);
- подання об'єднаної заяви кредиторів;
- боржниками.

Етап 2. Ухвала про порушення справи про банкрутство: 
- призначення розпорядника майна;
- призначення дати проведення підготовчого засідання суду;
- ухвалення мораторію на задоволення вимог кредиторів.

Етап 3. Підготовче засідання господарського суду: 
- оцінка відгуку боржника на позов;
- проведення експертизи з фінансового стану боржника;
- з'ясування ознак неплатоспроможності боржника;
- вимога до заявника подати до офіційних друкованих органів оголошення щодо порушення справи про банкрутство;
- призначення дати складення розпорядником майна реєстру вимог кредиторів; дати попереднього засідання суду, дати скликання перших загальних зборів кредиторів, дати засідання суду, на якому буде винесено ухвалу про санацію боржника чи визнання його банкрутом.

Етап 4. Попереднє засідання господарського суду: 
- розгляд реєстру вимог кредиторів та вимог, щодо яких були забезпечення боржника і які не були включені до реєстру;
- визначення розміру визнаних судом вимог кредиторів, які включаються розпорядником майна до реєстру вимог кредиторів та затвердження реєстру;
- призначення дати проведення зборів кредиторів.

Етап 5. Проведення зборів кредиторів та утворення комітету кредиторів: 
- звернення до господарського суду з клопотанням про: 1)відкриття процедури санації; 2)укладення мирної угоди; 3)визнання боржника банкрутом і відкриття ліквідаційної процедури.

Етап 6. Підсумкове засідання господарського суду: 
- ухвала про проведення санації боржника та призначення керуючого санацією, або ухвала про укладення мирової угоди, або постанова про визнання боржника банкрутом і відкриття ліквідаційної процедури [2].

## Сутність та особливості діагностики банкрутства
Діагностика банкрутства — система цільового фінансового аналізу, спрямованого на виявлення параметрів кризового розвитку підприємства, що генерують загрозу його банкрутства в майбутньому періоді [3].
Під діагностикою банкрутства розуміють використання сукупності методів фінансового аналізу для своєчасного розпізнавання симптомів фінансової кризи на підприємстві й оперативного реагування на неї на початкових стадіях з метою зменшення імовірності повної фінансової неспроможності суб'єктів господарювання.
Для забезпечення більшої об'єктивності результатів аналізу діагностика банкрутства має базуватися на таких принципах:
- необхідність поєднання в процесі аналізу кількісних та якісних критеріїв, що сигналізують про потенційну загрозу банкрутства суб'єктів господарювання;
- врахування особливостей розвитку економічних циклів у певній галузі при визначенні індикаторів кризових явищ на підприємстві;
- узагальнення світового досвіду в розробці методичного інструментарію діагностики банкрутства і його адаптація до умов діяльності та інформаційного забезпечення вітчизняних підприємств;
- комплексний інтегральний підхід до оцінювання фінансового стану підприємств, що зазнали фінансових ускладнень у своїй діяльності.

Залежно від цілей і методів здійснення діагностика банкрутства поділяється на дві основні системи:
- експрес-діагностика;
- фундаментальна діагностика.

### Експрес-діагностика банкрутства
З метою своєчасного виявлення тенденцій формування незадовільної структури балансу у прибутково працюючого суб'єкта господарювання експрес-діагностика банкрутства в Україні здійснюється за допомогою коефіцієнта Бівера
{\displaystyle K={\frac {NP+A}{Z}}} , де
K-коефіцієнт Бівера;

NP-чистий прибуток;

A-амортизація;

Z-довгострокові і поточні зобов'язання.

Ознакою формування незадовільної структури балансу є таке фінансове становище компанії, у якого протягом тривалого часу (1,5-2 роки) коефіцієнт Бівера не перевищує 0,2.
| Об'єкти спостереження «кризового поля»                                  | Масштаби фінансового стану компанії                                    | Масштаби фінансового стану компанії                                                       | Масштаби фінансового стану компанії                                                                        |
| ----------------------------------------------------------------------- | ---------------------------------------------------------------------- | ----------------------------------------------------------------------------------------- | --- |
| Об'єкти спостереження «кризового поля»                                  | Легка фінансова криза                                                  | Глибока фінансова криза                                                                   | Фінансова катастрофа                                                                                       |
| I. Чистий грошовий потік                                                | Зниження ліквідності грошового потоку                                  | Від'ємне значення грошового потоку                                                        | Значне від'ємне значення грошового потоку                                                                  |
| II. Ринкова вартість компанії                                           | Стабілізація ринкової вартості компанії                                | Тенденція до зниження ринкової вартості компанії                                          | Обвальне зниження ринкової вартості компанії                                                               |
| III. Структура капіталу підприємства                                    | Зниження коефіцієнта автономії                                         | Зростання коефіцієнта і зниження ефекту фінансового левериджу                             | Гранично високий коефіцієнт і відсутній ефект фінансового левериджу                                        |
| IV. Склад фінансових витрат підприємства                                | Підвищення суми і питомої ваги короткострокових фінансових зобов'язань | Високий коефіцієнт негайних фінансових зобов'язань                                        | Дуже високий коефіцієнт негайних фінансових зобов'язань                                                    |
| V. Склад активів компанії                                               | Зниження коефіцієнта абсолютної платоспроможності                      | Істотне зниження коефіцієнта абсолютної і поточної платоспроможності                      | Абсолютна неплатоспроможність через відсутність грошових активів                                           |
| VI. Склад поточних витрат підприємства                                  | Тенденція до зростання змінних витрат                                  | Високий коефіцієнт операційного левериджу при тенденції до зростання рівня змінних витрат | Дуже високий коефіцієнт операційного левериджу при тенденції до зростання загального рівня поточних витрат |
| VII. Рівень концентрації фінансових операцій в зонах підвищеного ризику | Підвищення коефіцієнта вкладення капіталу                              | Переважне вкладення капіталу в зоні критичного ризику                                     | Значна частка вкладення капіталу в зоні катастрофічного ризику                                             |

Попереджувальний характер експрес-діагностики найбільш відчутний на стадії легкої фінансової кризи. При інших масштабах кризового стану вона обов'язково має доповнюватися системою фундаментальної діагностики.

### Фундаментальна діагностика банкрутства
Фундаментальна діагностика банкрутства здійснюється за наступними основними етапами:

1. Систематизація основних факторів, що обумовлюють кризовий фінансовий розвиток підприємства.

2. Проведення комплексного фундаментального аналізу впливу окремих факторів на кризовий фінансовий розвиток компанії. У процесі здійснення такого аналізу використовуються наступні основні методи оцінки імовірності банкрутства:
- повний комплексний аналіз фінансових коефіцієнтів;
- кореляційний аналіз;
- СВОТ-аналіз (SWOT-analysis) — дослідження характеру сильних та слабких сторін компанії в розрізі окремих внутрішніх факторів, а також позитивного або негативного впливу окремих зовнішніх факторів, що обумовлюють її кризовий фінансовий розвиток;
- розрахунок індексу кредитоспроможності (модель Альтмана, модель Тафлера, Ліса тощо).

3. Прогнозування розвитку кризового фінансового стану підприємства під негативним впливом окремих факторів, що являють собою найбільшу загрозу банкрутства в майбутньому періоді.

4. Прогнозування здатності підприємства до нейтралізації загрози банкрутства за рахунок внутрішнього потенціалу [2].
У світі використовуються різні моделі діагностики банкрутства трахової компанії, найвідомішими з яких є: Модель Таффлера, модель R, модель Спрінгейта, універсальна дискримінаційна модель.